# Miliarense

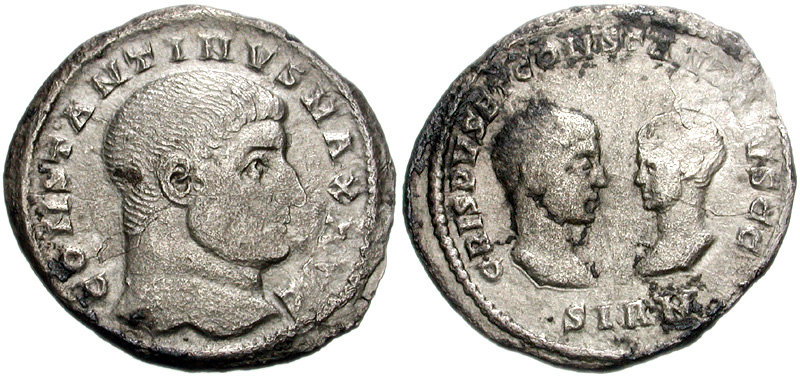
Miliarense mit einem Bildnis von Konstantin dem Großen und seinem Sohn Crispus.

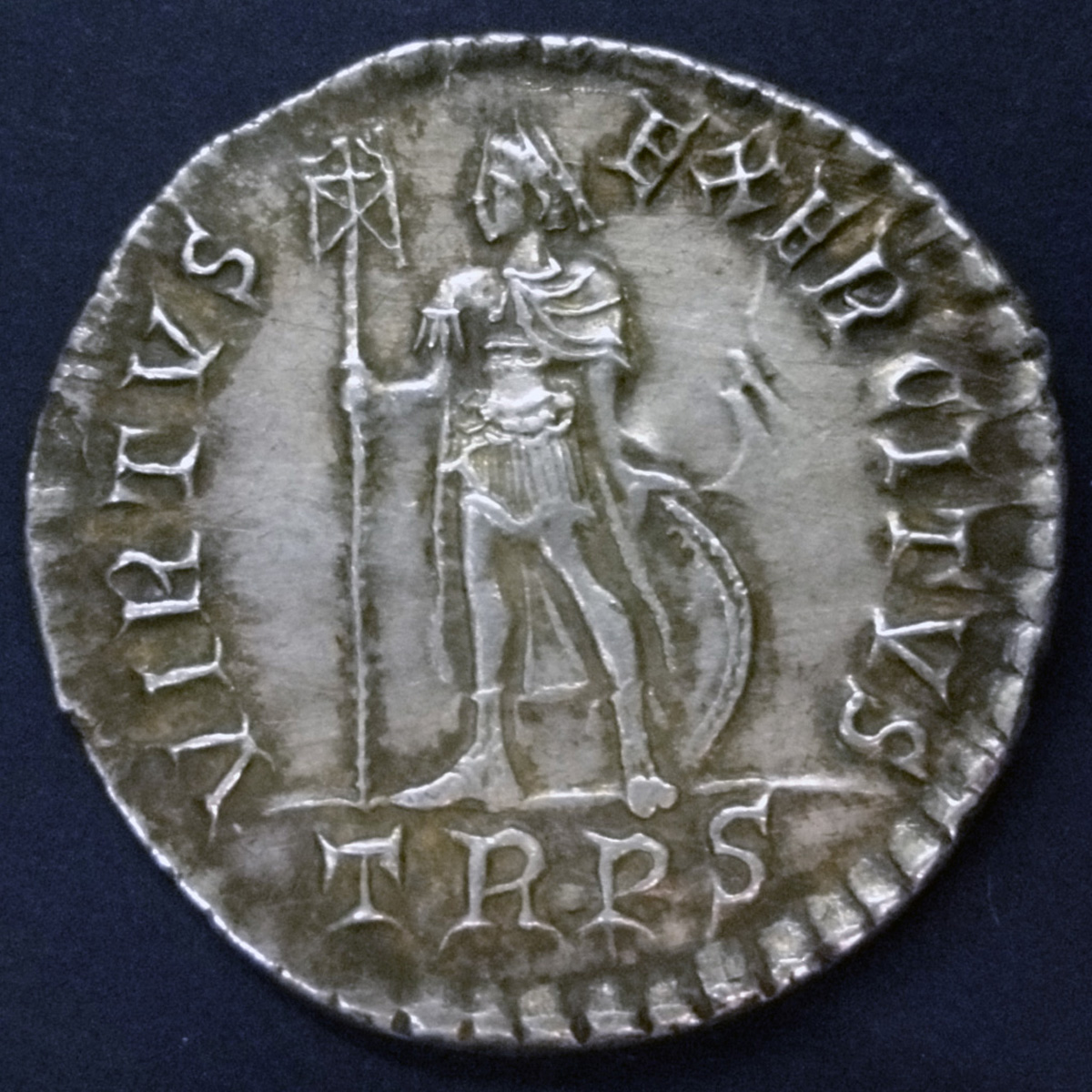
Miliarense geprägt in Trier

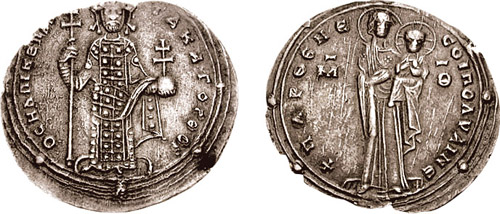
Miliaresion des Romanos III., ca. 1030

Der Miliarense (Plural: Miliarensia) war eine große römische Silbermünze, die im 4. Jahrhundert unter Kaiser Konstantin dem Großen eingeführt wurde und ein Normgewicht von 1/72 römischen Pfund (4,54 g) haben sollte. Sie wurde nur in geringen Stückzahlen mit einem Gewicht zwischen 3,8 und 6,0 Gramm und einem Durchmesser zwischen 23 und 24 mm geprägt.
Es gibt zwei Typen von Miliarense: Einen leichten und einen schweren. 12 Miliarensia entsprachen jeweils einem Solidus.
Eine Variante der ursprünglichen Bezeichnung wurde für die byzantinischen Silbermünzen namens μιλιαρήσιον Miliaresion aus dem 8. bis 11. Jahrhundert verwendet. Diese zwischen 2,0 und 2,8 g schwere Münze war die byzantinische Ausgabe des seit dem 7. Jahrhundert geprägtem islamischen Dirhams. 